# کرانه شیبکوه ایران
«کرانه شیبکوه ایران»
شیبکوه در لغت به معنای کوهپایه است و این وجه تسمیه به دلیل مسافت دویست و هشتاد کیلومتری است که از بنک در شمال آغاز می‌شود و در جنوب به لنگه می‌رسد. البته در این بین افرادی هم هستند که اعتقاد دارند انتهای این جغرافیا در شمال، به شف (شیئو فعلی) یا مقام می‌رسد. شیبکوه از ساحل به خلیج فارس و از خشکی به تپه‌های کنگان و مغویه می‌رسد. ارتفاع این تپه‌ها به ترتیب ۱۰ و ۵۰ کیلومتر است. در این فاصله جغرافیایی، بندرهای متعددی وجود دارند که در حاشیه خورها بنا شده‌اند. جزایر شیخ شعیب (لاوان)، شاتور، هندورابی، کیش و فارور از نظر تقسیم‌بندی دولتی همگی تابع بخش شیبکوه بودند.
منطقه ای که امروزه به نام شیبکوه می‌شناسیم، قبل ایراهستان نام داشته‌است، این کلمه در فارسی میانه از ترکیب ایراه به معنای ساحل و ستان که پسوند مکان است گرفته شده‌است.
شیبکوه، بخشی از نواحی تحت فرمان اردشیر خوره بوده‌است.
این متن اصلی مقاله است که از کتاب خلیج فارس، اعراب هوله سواحل شیبکوه ایران که ترجمه کتاب ویلیم فلور برداشت شده‌است.
در سده ۱۲ میلادی، نواحی جنوبی کرانه شیبکوه یا همان سیف‌ها، عرب نشین بوده‌اند؛ در حالی که نواحی شمالی آن همچون سیراف هیچ گونه جمعی عربی نداشته و در فارس نامه آمده: «هوای این مناطق بسیار گرم بوده‌است. دو سیف نامی این ناحیه، سیف ابوزهیر در حوالی سیراف و سیف عماره واقع در روبروری جزیره کیش بوده‌اند. این مناطق، مسجد جامعی نداشته‌اند و در آنها چیزی جز نخل نمی‌روییده‌است.